# Condado de Wayne (Virginia Occidental)
El condado de Wayne (en inglés: Wayne County), fundado en 1842, es uno de los 55 condados del estado estadounidense de Virginia Occidental. En el año 2000 tenía una población de 42.903 habitantes con una densidad poblacional de 33 personas por km². La sede del condado es Wayne.

## Geografía
Según la Oficina del Censo, el condado tiene un área total de 1326 km² (512 mi²), de la cual 1311 km² (506,2 mi²) es tierra y 16 km² (6,2 mi²) (1.25%) es agua.

### Condados adyacentes
- Condado de Lawrence (Ohio) - norte
- Condado de Cabell - noreste
- Condado de Lincoln - este
- Condado de Mingo - sureste
- Condado de Martin - sur
- Condado de Lawrence (Kentucky) - oeste
- Condado de Boyd - noroeste

### Carreteras
- Interestatal 64
- U.S. Highway 52
- Ruta de Virginia Occidental 37
- Ruta de Virginia Occidental 152
- Ruta de Virginia Occidental 75

### Ríos y lagos
- Río Ohio
- Big Sandy
- Río Tug Fork
- Arroyo Twelvepole
- Lago Beech Fork
- Lago East Lynn

## Demografía
En el 2000 la renta per cápita promedia del condado era de $27,352, y el ingreso promedio para una familia era de $32,458. En 2000 los hombres tenían un ingreso per cápita de $31,554 versus $20,720 para las mujeres. El ingreso per cápita para el condado era de $14,906. Alrededor del 19.60% de la población estaba bajo el umbral de pobreza nacional.

## Ciudades y pueblos

### Comunidades incorporadas
- Ceredo
- Fort Gay
- Huntington (parcialmente, la mayor parte de la ciudad en el condado de Cabell)
- Kenova
- Wayne

### Comunidades no incorporadas
| - Ardel - Armilda - Bethesda - Booton - Bowen - Brabant - Buffalo Creek | - Centerville - Coleman - Cove Gap - Crockett - Crum - Cyrus - Dickson | - Doane - Dunlow (anteriormente incorporada) - East Lynn (anteriormente incorporada) - Echo - Effie - Elmwood - Ferguson | - Fleming - Genoa - Gilkerson - Girard - Glenhayes - Grandview Gardens - Hidden Valley | - Hubbardstown - Lavalette - Mineral Springs - Missouri Branch - Neal - Nestlow - Oakview Heights | - Prichard - Quaker - Radnor - Saltpetre - Shoals - Sidney - Stepptown | - Stiltner (desaparecido) - Stonecoal - Sweet Run - Tripp - Webb - Westmoreland - Wilsondale - Winslow - Out Wayne |